# Budapesti Munkástanács
A Budapesti Munkástanács az őszirózsás forradalom és az első magyar köztársaság alatt működő döntéshozó szerv volt. Ténylegesen 1918. november 2-án alakult meg, a követeket már október 30-án megválasztották. A szervezeti szabályzat szerint a küldöttek egyharmadát a szakszervezetek és szociáldemokrata pártszervezetek delegálták, kétharmadát pedig a munkások választották. A Budapesti Munkástanács vezetői Preusz Mór, Vanczák János és Büchler József lettek. A Vágó Béla vezette kommunistákat 1919. január 28-án kizárták. Szerepét a Magyarországi Tanácsköztársaság kikiáltásakor (1919. március 21.) a Budapesti Központi Forradalmi Munkás- és Katonatanács vette át.

## Az utolsó ülés
1919. március 21-ére hirdették meg a Váci utcai Újvárosházára a Budapesti Munkástanács ülését, hogy úgy mint a Budapesti Katonatanács tette, döntsenek a proletárdiktatúra kikiáltásáról, és hogy bejelentsék a Magyarországi Szociáldemokrata Párt és a Kommunisták Magyarországi Pártjának egyesülését. Alaposan ellenőrizték a bejövőket, s végül kb. 700 ember gyűlt össze. Az ülést a tanács egyik vezetője, Preusz Mór nyitotta meg (19:15), s vázolta, mi célból ültek össze, majd átadta a szót Garbai Sándornak. Garbai javasolta a tanácsnak, mondja ki a proletárdiktatúrát, fogadja el a két párt egyesülését. A Budapesti Munkástanács hangos éljenzéssel tette ezt meg, majd Pogány József hírül adta a Budapesti Katonatanács csatlakozását. Az ülésen felszólalt többek közt Bolgár Elek és Bokányi Dezső is.